# Pardosa intermedia
Pardosa intermedia là một loài nhện trong họ Lycosidae.
Loài này thuộc chi Pardosa. Pardosa intermedia được Friedrich Wilhelm Bösenberg miêu tả năm 1903.